# Cleora bicornis
Cleora bicornis là một loài bướm đêm trong họ Geometridae.